# Вержбицкий, Григорий Афанасьевич
Григо́рий Афана́сьевич Вержби́цкий (25 января [6 февраля] 1875, Летичев, Подольская губерния, Российская империя — 20 декабря 1942 (по другим данным, 1941), Тяньцзинь, Китайская Республика) — генерал-лейтенант (1919), видный деятель белого движения в Сибири.

## Биография
Из мещан г. Летичева Подольской губернии. Образование — Каменец-Подольская гимназия (не окончил) (1892).

### Начало военной службы
Службу в Русской армии начал в 1893 вольноопределяющимся в 45-м пехотном Азовском полку, с 1894 — унтер-офицер. Окончил Одесское пехотное юнкерское училище (1897), служил в 30-м пехотном Полтавском полку. Участник русско-японской войны, командир роты 11-го Сибирского Семипалатинского полка, с 1905 — штабс-капитан. За боевые заслуги был награждён орденами Св. Анны 4-й степени с надписью «За храбрость», орденом Св. Станислава 3-й степени с мечами и бантом.
С 1913 — капитан. По собственному желанию вошёл в состав экспедиционного отряда, отправленного 12 июля 1913 в Монголию для охраны коммуникаций во время волнений. Командуя отрядом, 31 августа 1913 занял китайскую крепость Шарасуме.

### Участие в Первой мировой войне
Участник Первой мировой войны, командир батальона 44-го Сибирского стрелкового полка. В боях был дважды ранен и контужен, за боевые заслуги произведен в подполковники, затем в полковники (октябрь 1916). За доблесть был награждён Георгиевским оружием. В 1916 награждён орденом Св. Георгия 4-й степени за бой у реки Зельвянки: 

за то, что будучи в чине капитана, 29-го августа 1915 года у Зельвянки, когда с отходом соседних частей обнажился левый фланг полка и создалось положение, угрожающее пути отхода дивизии, он по собственной инициативе со сборной командой в 100 человек бросился на противника и штыковой атакой отбросил его за реку Зельвянку, чем способствовал удержанию наших позиций и тем обеспечил дальнейший отход.

Был награждён орденом Св. Владимира 4-й степени с мечами и бантом, орденом Св. Анны 3-й степени с мечами и бантом, орденом Св. Анны 2-й степени с мечами, орденом Св. Станислава 2-й степени с мечами. Также получил Георгиевский крест 4-й степени с лавровой ветвью (награду, введённую Временным правительством для офицеров за храбрость и вручавшуюся по решению солдат).
В 1917 — командир формируемого 536-го пехотного Ефремовского полка 134-й пехотной дивизии. С 1 сентября 1917 — командир бригады 134-й пехотной дивизии. После прихода к власти большевиков и перехода фактического командования к солдатским комитетам, не признавая выборность командиров в армии, отказался от предложенной ему должности начальника 134-й пехотной дивизии. За это был судим общим собранием комитетов корпуса и приговорен за неповиновение Советской власти к смертной казни, но смог бежать, спасённый преданными ему солдатами.

### Участие в Гражданской войне
8 декабря 1917 уехал в Омск, затем жил в Усть-Каменогорске, где сформировал офицерскую организацию, активный участник антибольшевистского восстания в этом городе в июне 1918. С июня 1918 — начальник 1-й Степной Сибирской стрелковой дивизии (26 августа она была переименована в 4-ю Сибирскую стрелковую дивизию). 20 июля 1918 был произведён в чин генерал-майора Временным Сибирским правительством, за взятие г. Тюмени. Осенью того же года, командуя Западно-Сибирским отрядом, выбил большевистские войска из бассейна реки Тавды и городов Алапаевска, Нижнего Тагила и Верхотурья, занял Горнозаводский район. Участвовал в Пермской операции.
С 12 января 1919 — командующий 3-м Степным Сибирским армейским корпусом Сибирской армии. В то же месяце, за боевые отличия по овладению Уральским хребтом, произведён в чин генерал-лейтенанта. Успешно действовал во время Кунгурской операции (январь — март 1919). В весеннем наступлении белых войск 1919 года, корпус генерала Г. А. Вержбицкого после упорных боёв овладел 7 апреля Воткинским заводом, а 13 апреля его части взяли г.Ижевск. Был уполномоченным правительства с правами генерал-губернатора в освобождённых районах Западной Сибири. Награждён французским Военным крестом (Croix de Guerre) с пальмовой ветвью (9 апреля 1919), орденом Святого Георгия 3-й степени (22 июля 1919) за Кунгурскую операцию, орденом Святого Владимира 3-й степени с мечами.
С июня 1919 — командующий Южной группой войск Сибирской армии. После оставления Урала, с 20 июля 1919, эта группа стала именоваться Южной группой войск 2-й армии. Во время Великого Сибирского ледяного похода в конце 1919 был назначен начальником колонны, на правах командующего армией, в составе Южной и Тобольской групп. Награждён знаком отличия военного ордена «За Великий Сибирский поход» 1-й степени (удостоверение № 3) Приказ командующего войсками Российской восточной окраины Генерального штаба генерал-майора Войцеховского С. Н. № 213 от 27.04.1920 года.

#### Командование войсками на Дальнем Востоке
22 февраля 1920 в Чите из-за сократившейся численности 2-я армия генерала Вержбицкого была сведена во 2-й Сибирский корпус Дальневосточной армии главнокомандующего и походного атамана Г. М. Семёнова. С 30 марта по 4 июля 1920 он вёл борьбу с красными в Нерчинско-Сретинском районе. В августе 1920 был назначен командующим Дальневосточной армией. 22 октября 1920 из Читы отступил с армией в Маньчжурию. В начале 1921 по договору с представителями Приморского областного управления части под командованием генерала разместились в Гродеково, Никольск-Уссурийском, Раздольном и Владивостоке. В январе 1921 был избран депутатом Учредительного собрания Дальневосточной республики (ДВР).
С мая 1921 года, после прихода к власти в Приморье правого правительства, командовал войсками Временного Приамурского правительства, основу которых составляла армия генерала В. М. Молчанова. В октябре 1921 — июне 1922 был управляющим Военно-морским ведомством с правами военного министра Временного Приамурского правительства. 1 июня 1922 передал командование войсками генерал-лейтенанту М. К. Дитерихсу, 8 августа 1922 назначен помощником воеводы Земской рати, которым был провозглашён Дитерихс.

### Жизнь в эмиграции
После поражения Земской рати в конце октября 1922 эмигрировал в Китай, перейдя с частью белых границу в районе Хунчуня. Был интернирован и помещён в лагерь в городе Гирине. В мае 1923 освобождён, проживал в Харбине, где зарабатывал на жизнь как владелец дамской шляпной мастерской. В целях конспирации в письмах подписывался как «Бурнашев». С 1928 — председатель Русской национальной общины, сменил на этой должности А. А. Орлова, бывшего генерального консула в Урге. В 1930 был назначен на пост помощника начальника Дальневосточного отдела Русского общевоинского Союза (РОВС). С 1931 являлся председателем комитета старшин Русского национального клуба. После оккупации Маньчжурии японскими войсками за отказ возглавить формирование русской дивизии для японской армии был выслан в 1934 властями Японии в Тяньцзинь (Китай). Жил на территории английской концессии, возглавлял местное отделение РОВС.
После оккупации Северного Китая японскими войсками в 1937—1938 находился под непрерывной угрозой ареста оккупационными властями за отказ участвовать в формировании русских военных частей для японской армии.
Похоронен в Тяньцзине в русской части международного кладбища.

## Вторая версия о Вержбицком Г.А
Вержбицкий Григорий Афанасьевич (1886—1945?) — один из самых видных колчаковских генералов.
Окончил Одесское пехотное юнкерское училище в 1907 г.
Участник русско-японской войны, командир роты.
Участник экспедиции в Монголию в 1913 г.
Участник I-й мировой войны: командир батальонов в 41-м и 44-м Сибирских стрелковых полках в 1914 — 16 гг., начальник учебной команды в 44-м стрелковом полку; командир батальона в 134-м пехотном полку в 1917 г. Стал подполковником в 1917 г.
За время войны дважды ранен.
За отказ принять командование при большевиках над 134-м Феодосийским пехотным полком после октября 1917 г. приговорен ими к расстрелу; благодаря помощи солдат расстрела избежал, уехал в Омск.
Участник успешного антибольшевистского восстания в Усть-Каменогорске в мае — июне 1918 г., командовал там белым отрядом. Возглавил Западно-Сибирский белогвардейский отряд, сражавшийся против большевиков в Западной Сибири и на Урале. Командир 11-го Сибирского Семипалатинского полка. В 1918 г. получил чин полковника.
Вызван в Омск и назначен командующим 1-й Степной стрелковой дивизии в июле — сентябре 1918 г.
В июле 1918 г. получил чин генерал-майора. Разбил большевиков под Тюменью (июль 1918 г.). Был командующим отряда из 4-й и 7-й Сибирских стрелковых дивизий в сентябре — декабре 1918 г. Захватил Нижний Тагил.
С 1-м Сибирским корпусом Пепеляева участвовал в захвате Перми и освобождении от большевиков Уральского хребта, за что получил чин генерал-лейтенанта.
С 21 декабря 1918 г. — заместителем командующего 3-го Сибирского корпуса. Переброшен с корпусом на юг, под Кунгур.
За захват Осы и Сарапула награждён Георгиевским крестом 3-й степени.
10 апреля 1919 г. — назначен командующим Южной группой войск (3-й и 4-й Сибирские корпуса), которой командовал по июнь включительно. Несмотря на активную помощь ему со стороны Речной Боевой флотилии (РБФ) Смирнова, удержаться на реке Белой не смог.
В конце мая 1919 г. отошел с позиций от устья реки Белой и деревней Тихие Горы на Каме на Сарапул, спешно им эвакуированный вечером 1 июня 1919 г., из-за чего РБФ едва не была блокирована красными у сарапульского моста, так как Вержбицкий не смог предупредить Смирнова об эвакуации из-за порчи связи.
Под давлением 28-й стрелковой дивизии красных 2-й красной армии, вечером 1 июня 1919 г. был вынужден бежать из Сарапула на пароходе «Чермоз».
После поражений армий Колчака прошел весь путь отступления, командуя частью 1-й армии у Тобольска и Южной группы от Вятки до Байкала. В непрерывных боях дошел до Нижне-Удинска, где влился в Ледовый поход отступающих сил Колчака Московской группы войск. Принял командование над остатками 2-й армии. Отходил по Сибирскому тракту. Участвовал в наступлении 5 — 6 января 1920 г. на Красноярск, захваченный эсерами и большевиками, наступая от Заледеева, командуя войсковой колонной. Помогать группе белых сил генерала Петрова не стал, а проскочил севернее Красноярска.
В составе сил Войцеховского командовал добровольческими частями. По приходе в Читу в марте 1920 г. стал командиром 2-го стрелкового корпуса (СК) (остатки 2-й армии Колчака). Из-за враждебного отношения Вержбицкого к Пепеляеву, последний был вынужден в марте оставить Забайкалье. Интриговал против Лохвицкого, добиваясь своего назначения на пост командующего, чем во многом обеспечил уход его и Дитерихса из армии. 22 августа 1920 г. назначен Семеновым командующим Дальневосточной белой армии в составе 1-го, 2-го и 3-го СК. Подписал, несмотря на свое нежелание уступать социалистам в вопросах управления, Хадабулакский акт 24 августа 1920 г. Пытался ликвидировать раскол между «семеновцами» и «каппелевцами» осенью 1920 г.
В октябре 1920 г. авторитет его в белых войсках был выше авторитета Семенова (по данным генерала Петрова). Вержбицкий играет в Забайкалье в это время одну из главных ролей. Сумел расположить к себе Забайкальское Народное Собрание в отличие от Семенова. Не подготовил теплые вещи для армии, являлся одним из виновников того, что в ней в конце 1920 г. было много обмороженных. Пытался вести переговоры с Верхнеудинским правительством в октябре 1920 г., но красные начали наступление, прервав их. Обвинялся Фельдманом в преступной халатности за то, что не отправил вовремя в Китай поезда, несмотря на имевшиеся уроки в Сибири и Забайкалье и не обеспечил их охрану, несмотря на имевшиеся силы, из-за чего ценные документы были захвачены красными. В середине октября 1920 г. вместе с Семеновым был отрезан красными в Чите. При прорыве Вержбицкого в начале ноября 1920 г. попал в окружение при занятии красными Часучаевского. Из-за личной антипатии к генералу Артемьеву, отказался дать ему, обмороженному, подводу, и тому пришлось идти пешком. По данным Фельдмана, в это время он заботился лишь о себе и мало беспокоился за судьбу личного состава, не делился со своими подчиненными продовольствием. Не зная, что белые войска, содействуя ему, отбросили оттуда красных, повернул вдоль монгольской границы в Даурию.
Прибыл 6 ноября 1920 г. на станцию Борзя, где заявил о вступлении в командование всеми белыми силами в Забайкалье. В это время он считал, что судьба хранит его от смерти для некоей высшей роли в будущем. Оттуда 7 — 8 ноября 1920 г. привел свои силы в Даурию. После поражения Дальневосточной белой армии (18 октября — 19 ноября 1920) перешел с остатками своих войск китайскую границу у станции Маньчжурия. Армия номинально оставалась в его подчинении. Вскоре по КВЖД со своими войсками (без семеновцев) перешел в Приморье (Гродеково — Никольск-Уссурийский — Раздольное). Вержбицкий, столкнувшись с отсутствием денег для поддержания людей и нежеланием Семенова снабдить ими не только своих бойцов, но и «каппелевцев», ушедших в эмиграцию, выразил желание, чтобы он и Семенов отошли от командования оставшимися белыми силами. Даже оказавшись на чужбине, Вержбицкий не смог стать истинным помощником Семенова, так как интриги против атамана среди «каппелевцев» продолжались, которые он погасить не смог, будучи ещё в Забайкалье. В эмиграции отказался подчиниться Семенову. Формально был главой всех белых войск, ушедших в эмиграцию на восток. В это время он находился на нелегальном положении.
С установлением во Владивостоке диктатуры Меркулова назначен 26 мая 1921 г. управляющим по военным и морским делам и одновременно — командующим войсками (Белоповстанческая армия) Временного Приморского правительства генерала Молчанова. В это время находился в крайней вражде с Семеновым из-за борьбы за лидерство в Белом Приморье, решив не допустить его войска для похода на Хабаровск.
В июне 1921 г. тяжело болел. Отказался участвовать в плане большевиков: совместно с ними, при участии войск Дальневосточной Республики, разбить Семенова. Почти постоянно в течение мая 1921 — мая 1922 гг. находился на фронте. Боролся с хищениями интендантов в армии, назначив генерала Петрова контролировать снабжение белых войск. В своем конфликте с Меркуловыми отстаивал интересы армии. Часть общественности Приморья выступала за передачу ему всей полноты власти там, но он отказался. Провел ряд успешных операций против большевиков, в том числе — захват 22 декабря 1921 г. Хабаровска. Издал и подписал 1 мая 1922 г. приказ вместе с Меркуловыми о запрещении покидать под любым предлогом Белую армию. По одной версии, после поражений и падения правительства Меркулова сдал командование до приезда Дитерихса генералу Молчанову 29 мая — 1 июня 1922 г. и убыл в эмиграцию, в Харбин.
По другой версии, в середине мая 1922 г. сами Меркуловы добились его замены Дитерихсом. Покинул Приморье 25 октября 1922 г. До июня 1923 г. находился в лагере беженцев. В Маньчжурии возглавлял отделение РОВС на Дальнем Востоке. По одной из версий, после захвата в августе 1945 г. советскими войсками Северного Китая, в сентябре того же года был арестован агентами НКВД и позже расстрелян в Москве.